# Serna (Népal)
Pour les articles homonymes, voir Serna.
Serna (en népalais : सेर्ना) est un comité de développement villageois du Népal situé dans le district d'Okhaldhunga. Au recensement de 2011, il comptait 1 444 habitants.